# Lijst van koningen van Champa
Dit is een lijst met de koningen, voor zover bekend, van het koninkrijk Champa. Voor zover bekend zijn de jaartallen vermeld. Tussen haakjes staan de alternatieve namen of spellingen van de koningen vermeld:
- Bhadravarman I (5e eeuw)
- Gangaraja (5e eeuw)
- Manorathavarman (5e eeuw)
- Rudravarman I (6e eeuw)
- Sambhuvarman (6e eeuw–629)
- Kandarpadharma (629–640)
- Prabhasadharma (640–645)
- Bhadresvaravarman (645–646, 647–653 sec.)
- Isanavarman (653)
- Prakāśadharma (653–687)
- Naravahanavarman (687–700?)
- Vikrantavarman II (700?–741)
- Prithindravarman
- Satyavarman
- Indravarman I
- Harivarman I
- Vikrantavarman III
- Indravarman II
- Jaya Simhavarman I
- Saktivarman
- Bhavavarman II
- Indravarman III
- Jaya Indravarman I
- Paramesvaravarman I
- Lưu Kế Tông
- Harivarman II
- Yang Pu Ku Vijaya Sri (?)
- Harivarman III
- Yang Pu Ku Sri (?)
- Pílándéjiābámádié (?)
- Zhíxīngxiáfú (?)
- Jaya Paramesvaravarman I
- Bhadravarman III
- Rudravarman III (Che Chu)
- Harivarman IV
- Paramabhodhisatva
- Jaya Indravarman II
- Harivarman V
- Jaya Indravarman III
- Rudravarman IV
- Jaya Harivarman I
- Jaya Harivarman II
- Jaya Indravarman IV
- Jaya Indravarman V
- Suryavarman
- Jaya Paramesvaravarman II
- Jaya Indravarman VI
- Indravarman V
- Jaya Sinhavarman III (Che Man)
- Jaya Simhavarman IV (Che Chi)
- Jaya Simhavarman V (Che Nang)
- Che A Nan (?)
- Tra Hoa (?)
- 1360 - 1382 Che Bong Nga (?)
- Jaya Simhavarman VI
- Indravarman VI
- Virabhadravarman
- Bi Cai (?)
- Quy Lai (?)
- Quy Do (?)
- Tra Duyet (?)
- Tra Toan (?)

Laatste koningen van Champa volgens de koninklijke kronieken van Pangdarang (in het Pali Panduranga) dat beweert dat de entiteit onder deze naam de laatste voortzetting was van het oude koninkrijk; er bestaat bewijs in andere geschriften dat dit inderdaad het geval was. In 1822 werd ook dit laatste restant geannexeerd:
- 1695 - 1728 Po Saktirai da putih
- 1728 - 1730 Po Ganvuh da putih
- 1731 - 1732 Po Thuttirai
- 1732 - 1735 geen heerser
- 1735 - 1763 Po Rattirai
- 1763 - 1765 Po Tathun da moh-rai
- 1765 - 1780 Po Tithuntirai da paguh
- 1780 - 1781 Po Tithuntirai da parang
- 1781 - 1783 geen heerser
- 1783 - 1786 Chei Krei Brei
- 1786 - 1793 Po Tithun da parang
- 1793 - 1799 Po Lathun da paguh
- 1799 - 1822 Po Chong Chan